# Bahnstrecke Bern–Worb Dorf
| Zug an der früheren Endhaltestelle Zytglogge in Bern |                                       |                                                   |                                                   |
| Streckennummer (BAV): | 295                                   |                                                   |                                                   |
| Fahrplanfeld: | 295                                   |                                                   |                                                   |
| Streckenlänge: | 9,68 km                               |                                                   |                                                   |
| Spurweite: | 1000 mm (Meterspur)                   |                                                   |                                                   |
| Stromsystem: | 600 Volt =                            |                                                   |                                                   |
| Maximale Neigung: | 45 ‰                                  |                                                   |                                                   |
| Minimaler Radius: | 50 m                                  |                                                   |                                                   |
| Zweigleisigkeit: | Bern, Zytglogge–Gümligen, Melchenbühl |                                                   |                                                   |
| |                                       |                                                   |                                                   |
| \| \| \| Tram 9 vom Guisanplatz \| \| \| \| \| Tram 6, 7, 8 und 9 vom Bahnhof Bern \| \| \| \| –0,48 \| Bern, Zytglogge (seit 1997) \| Bern, Zytglogge (seit 1997) \| \| \| \| Kirchenfeldbrücke über die Aare \| \| \| \| –0,06 \| Bern, Helvetiaplatz (seit 1997) \| Bern, Helvetiaplatz (seit 1997) \| \| \| 0,00 \| (Endstelle bis 1997) (1904–1988 Bern Kirchenfeld) \| (Endstelle bis 1997) (1904–1988 Bern Kirchenfeld) \| \| \| \| Bern, Luisenstrasse (nur Linien 7 und 8) \| \| \| \| \| Bern, Thunplatz (nur Linien 7 und 8) \| \| \| \| 1,14 \| Bern, Brunnadernstrasse (bis 1988 Burgernziel) \| Bern, Brunnadernstrasse (bis 1988 Burgernziel) \| \| \| \| Tram 7 zum Ostring \| \| \| \| \| Bern, Weltpostverein (nur Linie 8) \| \| \| \| 2,23 \| Bern, Egghölzli \| Bern, Egghölzli \| \| \| \| Tram 8 nach Saali \| \| \| \| \| Wechsel auf RBS-Netz \| \| \| \| 3,18 \| Muri Krone (bis 1985) \| Muri Krone (bis 1985) \| \| \| 3,18 \| Muri bei Bern \| Muri bei Bern \| \| \| 3,73 \| Gümligen, Seidenberg (seit 1977) \| Gümligen, Seidenberg (seit 1977) \| \| \| 4,26 \| Gümligen, Melchenbühl (Tram) (seit 1925) \| Gümligen, Melchenbühl (Tram) (seit 1925) \| \| \| 4,97 \| Gümligen, Bahnhof (Tram) \| Gümligen, Bahnhof (Tram) \| \| \| 5,41 \| Gümligen, Hofgut (seit 1994) \| Gümligen, Hofgut (seit 1994) \| \| \| 5,85 \| Gümligen, Siloah (seit 1956) \| Gümligen, Siloah (seit 1956) \| \| \| \| \| \| \| \| 6,59 \| Scheyenholz (seit 1981) \| Scheyenholz (seit 1981) \| \| \| 7,03 \| Rüfenacht \| Rüfenacht \| \| \| 7,99 \| Langenloh (seit 1905) \| Langenloh (seit 1905) \| \| \| \| von Worblaufen \| \| \| \| 9,68 \| Worb Dorf \| Worb Dorf \| \| \| \| \| \| |                                       |                                                   |                                                   |
| U-Bahn-Strecke |                                       | Tram 9 vom Guisanplatz                            | Tram 9 vom Guisanplatz                            |
| U-Bahn-Abzweig geradeaus, nach rechts und von rechts |                                       | Tram 6, 7, 8 und 9 vom Bahnhof Bern               | Tram 6, 7, 8 und 9 vom Bahnhof Bern               |
| U-Bahn-Haltepunkt / Haltestelle | –0,48                                 | Bern, Zytglogge (seit 1997)                       | Bern, Zytglogge (seit 1997)                       |
| U-Bahn-Brücke über Wasserlauf |                                       | Kirchenfeldbrücke über die Aare                   | Kirchenfeldbrücke über die Aare                   |
| U-Bahn-Haltepunkt / Haltestelle | –0,06                                 | Bern, Helvetiaplatz (seit 1997)                   | Bern, Helvetiaplatz (seit 1997)                   |
| ehemaliger U-Bahn-Haltepunkt / Haltestelle | 0,00                                  | (Endstelle bis 1997) (1904–1988 Bern Kirchenfeld) | (Endstelle bis 1997) (1904–1988 Bern Kirchenfeld) |
| U-Bahn-Haltepunkt / Haltestelle |                                       | Bern, Luisenstrasse (nur Linien 7 und 8)          | Bern, Luisenstrasse (nur Linien 7 und 8)          |
| U-Bahn-Haltepunkt / Haltestelle |                                       | Bern, Thunplatz (nur Linien 7 und 8)              | Bern, Thunplatz (nur Linien 7 und 8)              |
| U-Bahn-Haltepunkt / Haltestelle | 1,14                                  | Bern, Brunnadernstrasse (bis 1988 Burgernziel)    | Bern, Brunnadernstrasse (bis 1988 Burgernziel)    |
| U-Bahn-Abzweig geradeaus und nach links |                                       | Tram 7 zum Ostring                                | Tram 7 zum Ostring                                |
| U-Bahn-Haltepunkt / Haltestelle |                                       | Bern, Weltpostverein (nur Linie 8)                | Bern, Weltpostverein (nur Linie 8)                |
| U-Bahn-Haltepunkt / Haltestelle | 2,23                                  | Bern, Egghölzli                                   | Bern, Egghölzli                                   |
| U-Bahn-Abzweig geradeaus und nach links |                                       | Tram 8 nach Saali                                 | Tram 8 nach Saali                                 |
| U-Bahn-Wechsel des Eisenbahninfrastrukturunternehmens |                                       | Wechsel auf RBS-Netz                              | Wechsel auf RBS-Netz                              |
| ehemaliger U-Bahn-Haltepunkt / Haltestelle | 3,18                                  | Muri Krone (bis 1985)                             | Muri Krone (bis 1985)                             |
| | 3,18                                  | Muri bei Bern                                     | Muri bei Bern                                     |
| Bahnhof | 3,73                                  | Gümligen, Seidenberg (seit 1977)                  | Gümligen, Seidenberg (seit 1977)                  |
| Bahnhof | 4,26                                  | Gümligen, Melchenbühl (Tram) (seit 1925)          | Gümligen, Melchenbühl (Tram) (seit 1925)          |
| Bahnhof | 4,97                                  | Gümligen, Bahnhof (Tram)                          | Gümligen, Bahnhof (Tram)                          |
| Haltepunkt / Haltestelle | 5,41                                  | Gümligen, Hofgut (seit 1994)                      | Gümligen, Hofgut (seit 1994)                      |
| Bahnhof | 5,85                                  | Gümligen, Siloah (seit 1956)                      | Gümligen, Siloah (seit 1956)                      |
| |                                       |                                                   |                                                   |
| Haltepunkt / Haltestelle | 6,59                                  | Scheyenholz (seit 1981)                           | Scheyenholz (seit 1981)                           |
| Bahnhof | 7,03                                  | Rüfenacht                                         | Rüfenacht                                         |
| Bahnhof | 7,99                                  | Langenloh (seit 1905)                             | Langenloh (seit 1905)                             |
| Abzweig geradeaus und von links |                                       | von Worblaufen                                    | von Worblaufen                                    |
| Bahnhof | 9,68                                  | Worb Dorf                                         | Worb Dorf                                         |
| |                                       |                                                   |                                                   |

Die Bahnstrecke Bern–Worb Dorf, nicht zu verwechseln mit der nördlich verlaufenden Bahnstrecke Worb Dorf–Worblaufen, ist eine 9,86 Kilometer lange, meterspurige und elektrifizierte Bahnstrecke im Schweizer Kanton Bern, umgangssprachlich auch Muritram, Murilinie oder Ds blaue Bähnli genannt. Sie liegt in den Gemeinden Bern, Muri bei Bern und Worb.
Die Strecke Bern Egghölzli–Worb Dorf gehört dem Regionalverkehr Bern–Solothurn (RBS), dieser übt aber nur noch die Funktion des Eisenbahninfrastrukturunternehmens aus.  Als Eisenbahnverkehrsunternehmen sind ausschliesslich die Städtischen Verkehrsbetriebe Bern (SVB) tätig. Deren Linie 6 geht dabei auf das Netz der Strassenbahn Bern über, stadtseitiger Endpunkt ist das Fischermätteli.
Aus historischen Gründen wird meist der Abschnitt Bern Zytglogge–Bern Egghölzli auch zur Strecke gezählt, dieser Abschnitt gehört aber den SVB und wird in jeder Hinsicht als Strassenbahn betrieben. Die Strecke des RBS ab Egghölzli ist eisenbahnmässig mit Streckenblock ausgerüstet und abschnittsweise einspurig und verkehrt teilweise im Strassenplanum. Die RBS-Strecke ist zwischen Egghölzli und Melchenbühl zweigleisig ausgebaut. Der Abschnitt auf der Thunstrasse zwischen Egghölzli und Muri wurde erst 2023  zweigleisig ausgebaut. Werktags wird bis 20.30 Uhr ein Zehn-Minuten-Takt angeboten. Betriebsmittelpunkt ist Worb Dorf, dort befindet sich auch ein Depot für die RBS-Tramwagen sowie eine Wendeschleife für die SVB-Tramwagen.

## Geschichte

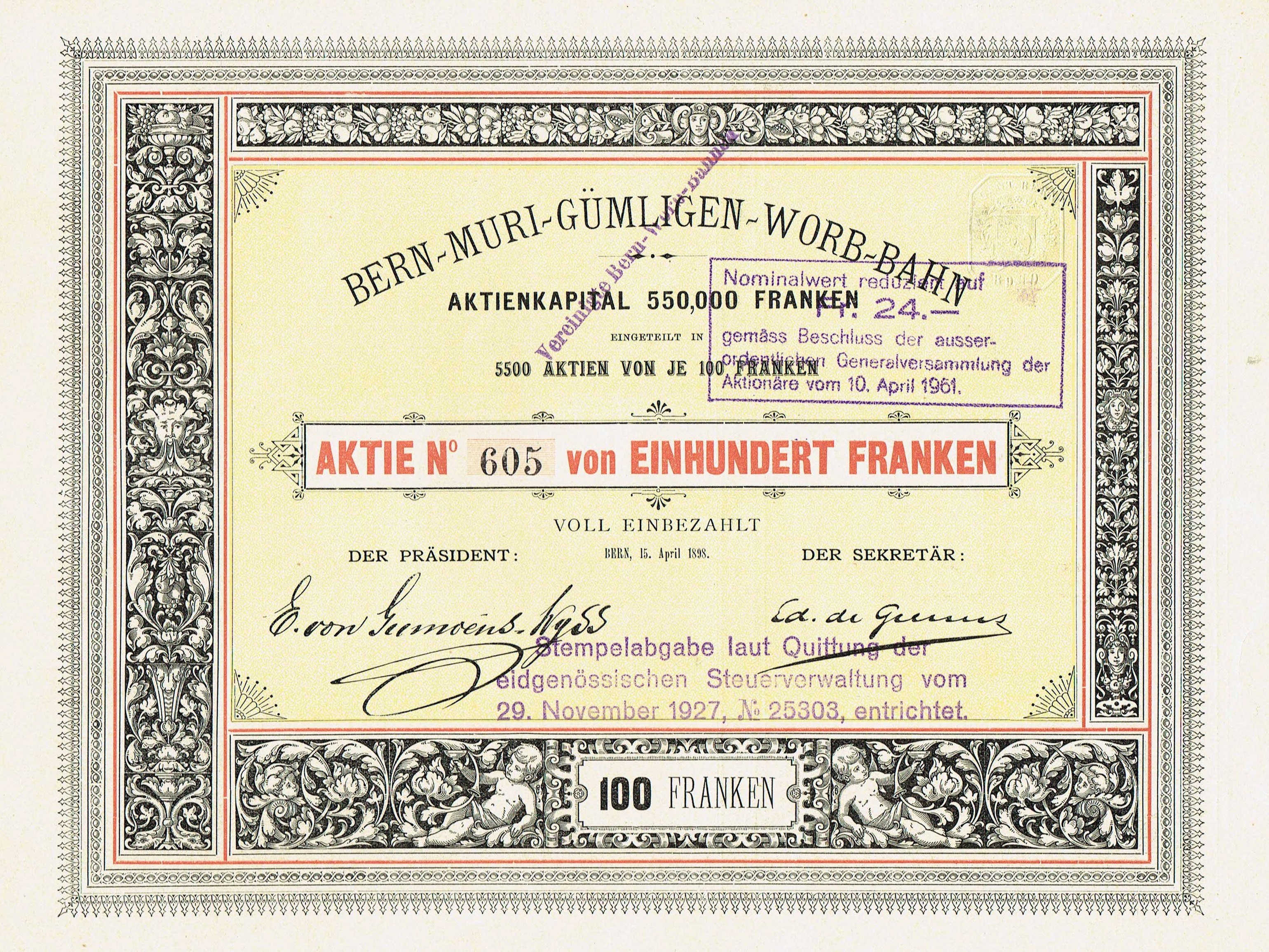
Aktie über 100 Franken der Bern-Muri-Gümligen-Worb-Bahn vom 15. April 1898

Am 23. Dezember 1896 erteilte die Bundesversammlung der eigens hierfür gegründeten Bern-Muri-Gümligen-Worb-Bahn (BMGWB) die Konzession für Bau und Betrieb der hier behandelten Bahnstrecke. Eröffnet wurde die ursprünglich 9,7 Kilometer lange Verbindung schliesslich am 21. Oktober 1898. Mit der Betriebsführung der Dampfbahn wurde zunächst die Berner Tramway-Gesellschaft beauftragt. Die Strecke nach Worb war ursprünglich betrieblich unabhängig, erst mit der am 1. Juli 1901 erfolgten Inbetriebnahme der Strassenbahn ins Burgernziel entstand eine Verknüpfung zwischen Strassenbahn und Eisenbahn. Zum 1. April 1904 übernahm die BMGWB schliesslich selbst den Betrieb der Strecke, bevor das Unternehmen zum 1. Juli 1907 in Bern-Worb-Bahn (BWB) umbenannt wurde. Zum 21. Juli 1910 wurde die Bahn elektrifiziert.
Mit Eröffnung der Bahnstrecke Worb Dorf–Worblaufen im Jahr 1913, die durch die Worblentalbahn (WT) betrieben wurde, war die hier behandelte Strecke schliesslich auch am anderen Endpunkt mit einer weiteren Bahn verknüpft. Den Bürgern Worbs standen fortan zwei Verbindungen nach Bern zur Verfügung, wodurch eine gewisse Konkurrenzsituation entstand. Nachdem die BWB zum 1. Januar 1927 mit der Worblentalbahn fusionierte, hiess die neue Betreibergesellschaft Vereinigte Bern–Worb-Bahnen (VBW). Diese schloss sich zum 1. Januar 1984 mit der Solothurn-Zollikofen-Bern-Bahn zusammen, daraus resultierte die heutige Betreibergesellschaft RBS.

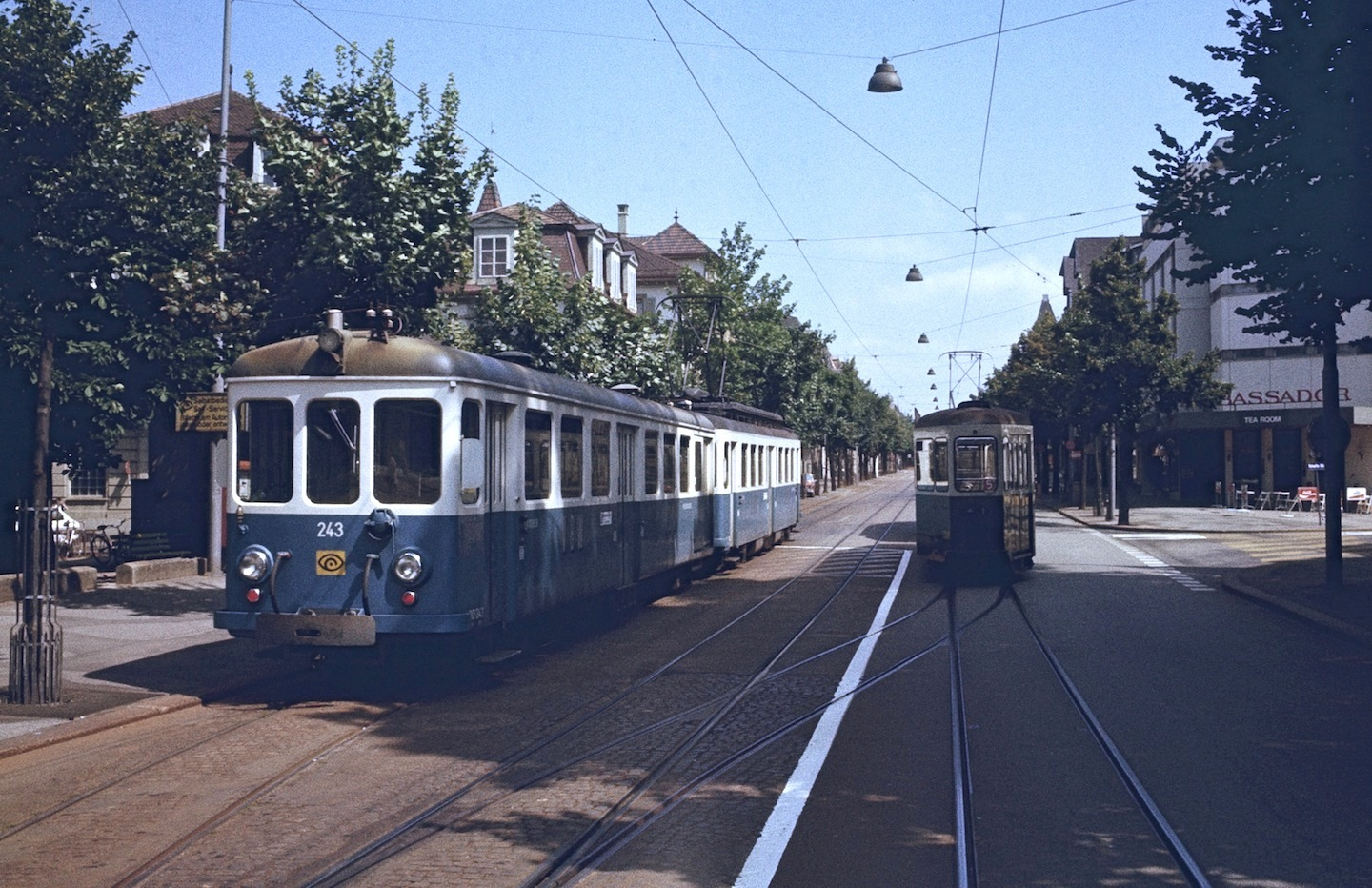
Ehemalige Endstation Bern-Kirchenfeld (neben Helvetiaplatz), 1979

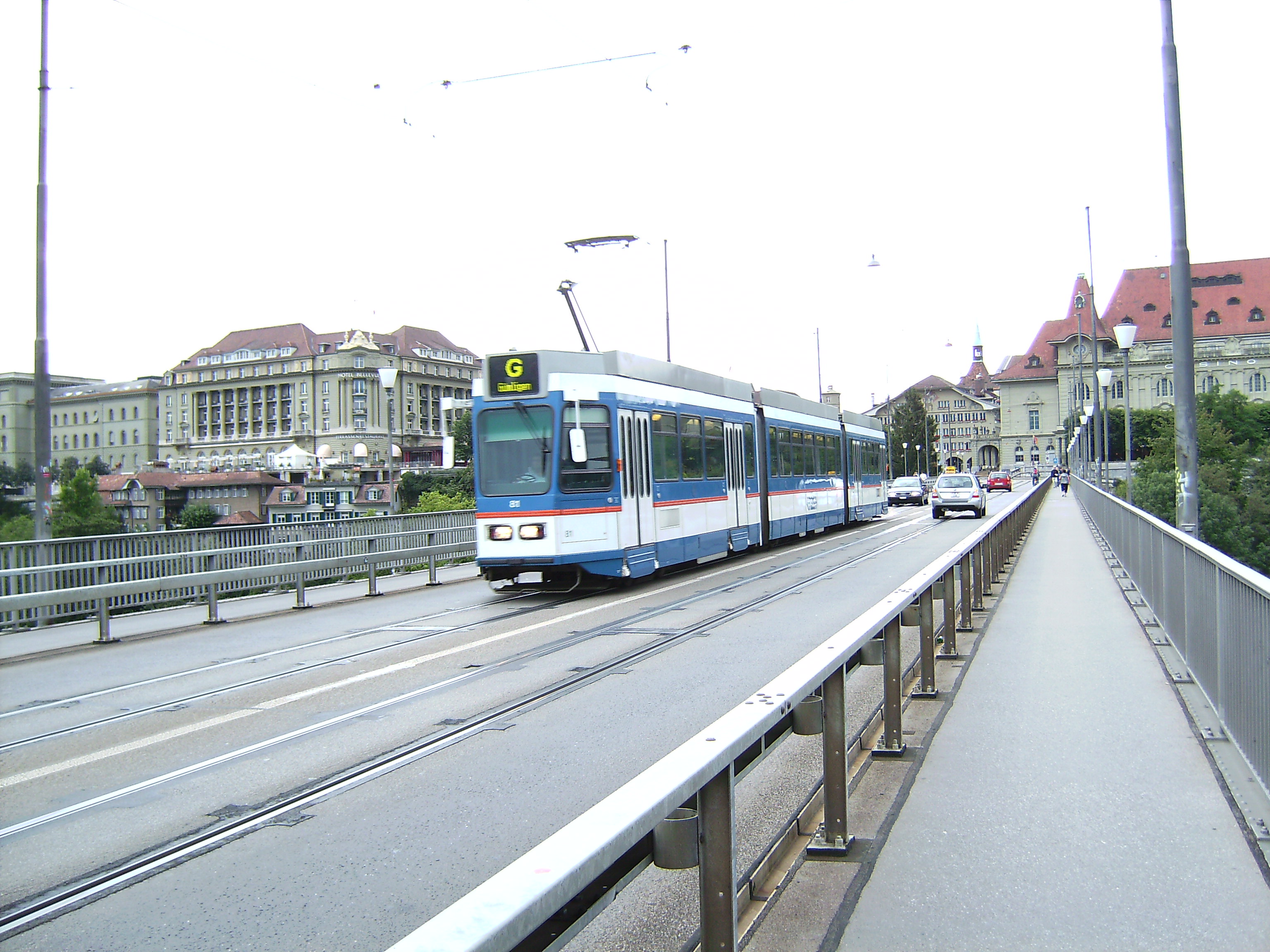
Zug der Linie G auf der Kirchenfeldbrücke in Bern

Am 22. Mai 1977 wurde die neugebaute Haltestelle Seidenberg eröffnet. Zum gleichen Zeitpunkt wurde die verlängerte Doppelspur von Melchenbühl bis fast vor die Station Muri in Betrieb genommen.
Der RBS stellte die Bahn zum 28. Dezember 1987 auf Betrieb mit Strassenbahngarnituren des Typs Be 4/8 um und reduzierte gleichzeitig die Fahrdrahtspannung von 800 auf 600 Volt Gleichspannung. Damals erhielt sie ausserdem analog zu den Tramlinien beziehungsweise den übrigen RBS-Linien, die heute Teil der S-Bahn Bern sind, eine Linienbezeichnung und die Linienfarbe Blau. Die Wahl fiel auf den Buchstaben G für Gümligen, weil der Buchstabe W damals bereits durch die parallele zweite Verbindung nach Worb Dorf belegt war, die seit 2004 ihrerseits unter der Bezeichnung S7 verkehrt. Bis Gümligen kurzgeführte Kurse der Linie G verkehrten ab 1987 mit einem rot durchgestrichenen Liniensignal.
Am 18. April 1997 wurde schliesslich die stadtseitige Endstelle auf dem Helvetiaplatz im Stadtteil Kirchenfeld, wo sich auch ein Stationsgebäude befand, das heute eine Bar beherbergt, zugunsten einer Durchbindung über die Kirchenfeldbrücke bis zum Zytglogge aufgegeben. Dort stand der Linie G ein eigenes Stumpfgleis zur Verfügung, bis Dezember 2010 konnten somit nur Zwei-Richtungs-Fahrzeuge eingesetzt werden.
Im Dezember 2010 wurde aus der Radiallinie G die Durchmesserlinie 6, die kurzgeführten Fahrten bis Gümligen und damit auch die rot durchgestrichenen Liniensignale entfielen. Gleichzeitig gab der RBS die Personenbeförderungs-Konzession an die SVB ab. In diesem Zusammenhang wurde bereits 2005 eine Wendeschleife in Worb Dorf erstellt, so dass auch die Einrichtungszüge der SVB auf der Strecke eingesetzt werden können. Aus dem gleichen Grund musste ausserdem an der Haltestelle Scheyenholz ein zweites Perron gebaut werden. 2014 kam nachträglich eine zweite Schleife nach der Station Siloah hinzu, um in den Schwachlastzeiten auch die Einrichtungswagen bereits vorzeitig wenden zu können.
Per 15. Dezember 2013 wurden die Haltestellennamen von Bern bis Siloah den Gepflogenheiten von Tramlinien angepasst; sie bestehen neu aus dem Ortschaftsnamen und, mit Komma davon abgetrennt, dem eigentlichen Haltestellennamen, beispielsweise «Gümligen, Siloah».

## Fahrzeuge
Auf der Strecke kamen seit der 1987 erfolgten Umstellung auf Trambetrieb neun achtachsige und dreiteilige Gelenkwagen des Typs Be 4/8 zum Einsatz. Sie trugen die Betriebsnummern 81 bis 89 und wurden konstruktiv vom «Tram 2000» der Verkehrsbetriebe Zürich abgeleitet. Seit 2010 wurden sie mittels zusätzlicher niederfluriger Mittelteile zu Zehnachsern des Typs Be 4/10 umgebaut. Zusätzlich kommen bereits regelmässig Combinotrams der Serie 751 (751–752 und 760–765) von Bernmobil zum Einsatz, die mit den notwendigen Einrichtungen für den Verkehr nach Worb ausgestattet wurden (Zugsicherung ZSI, Lokpfeife, RBS-Funk und neues Radprofil). Ab Juni 2024 wurde die Be-4/10-Flotte schrittweise durch die neuen Tramlinks von Bernmobil ersetzt. Die letzte Fahrt eines blauen Trams im Linienverkehr erfolgt voraussichtlich mit dem Fahrplanwechsel vom 14. auf den 15. Dezember 2024.

## Galerie

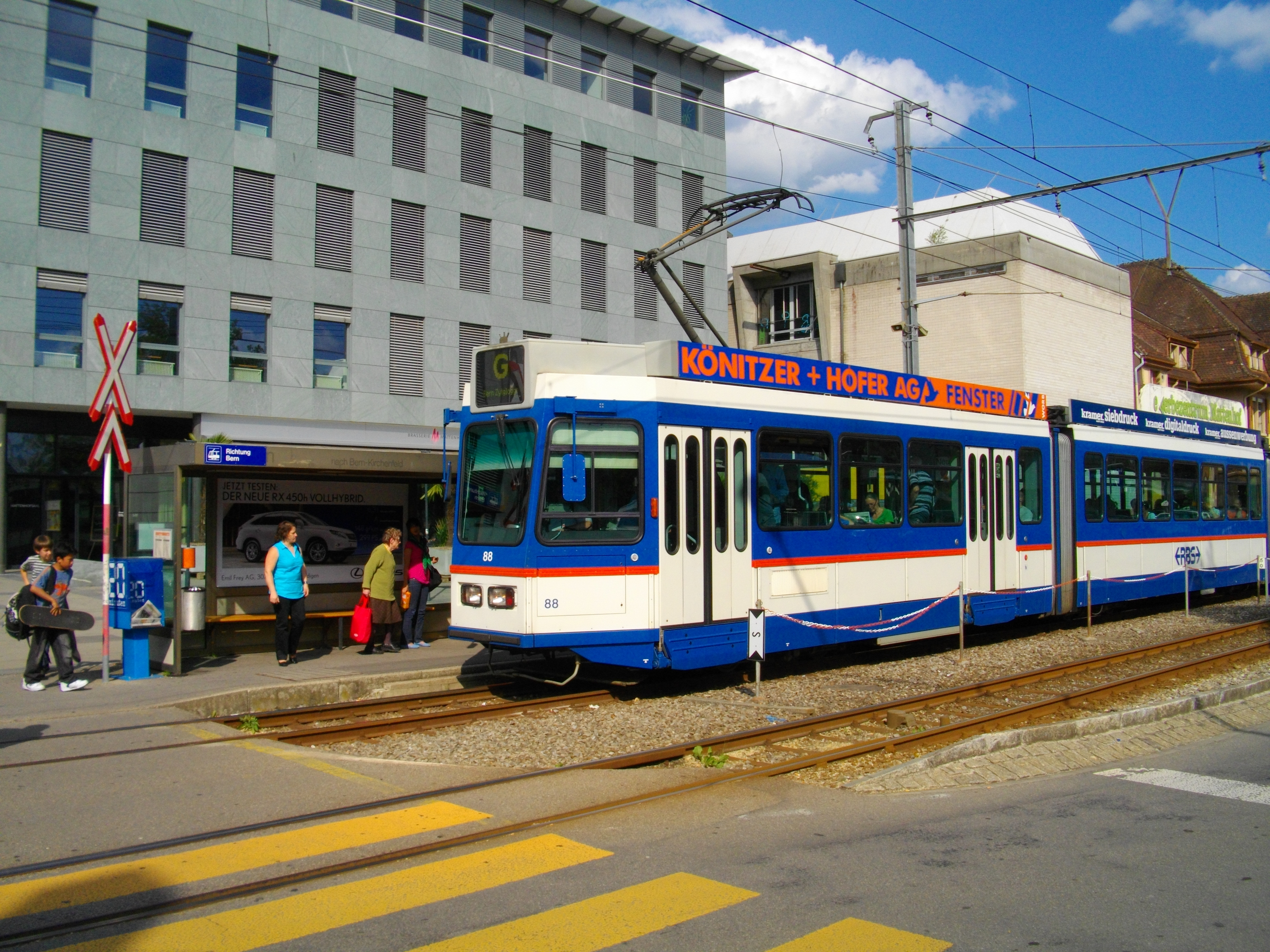
Gelenkwagen des Typs Be 4/8 in Gümligen
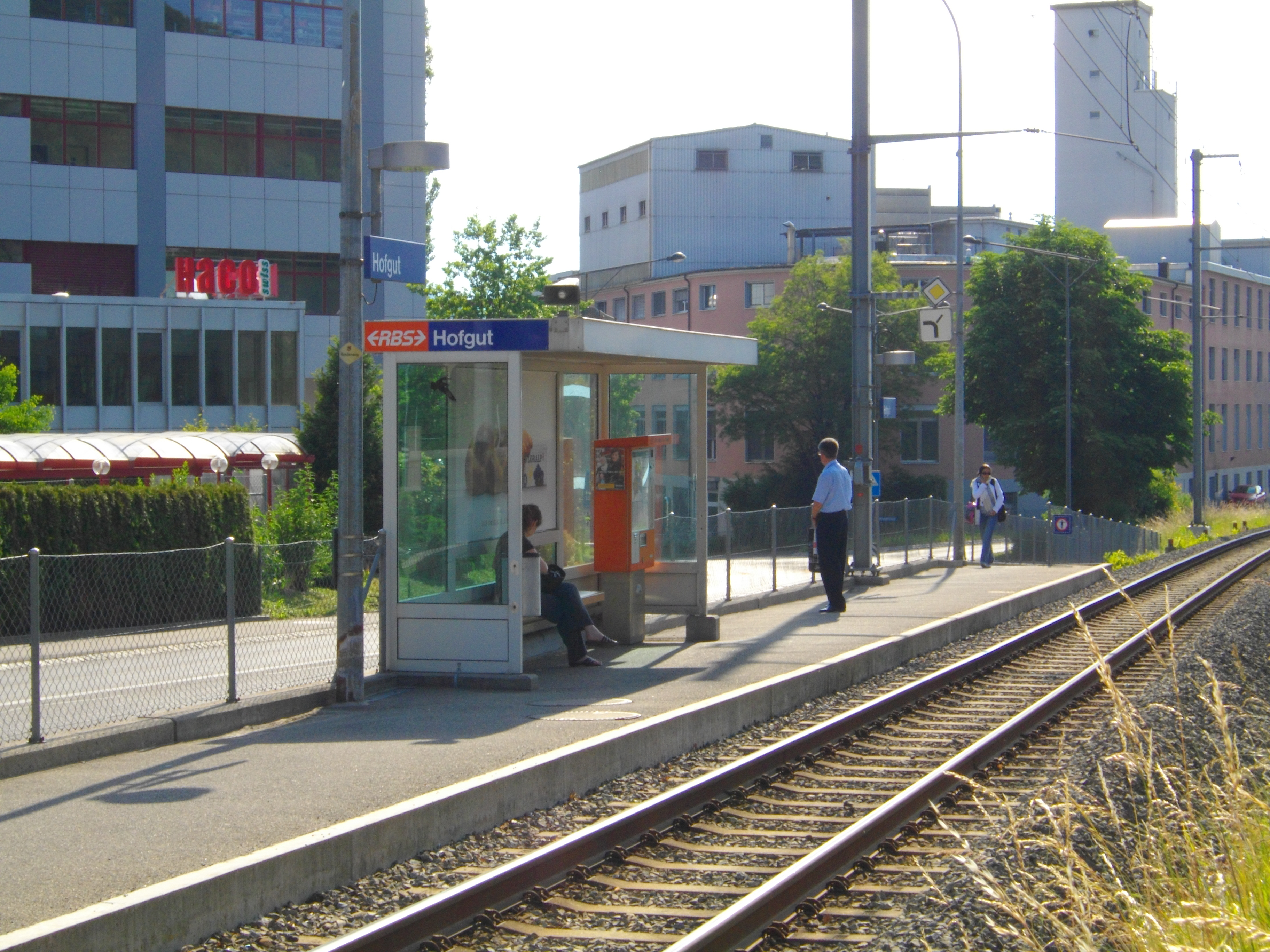
Die 1994 eröffnete Haltestelle Hofgut
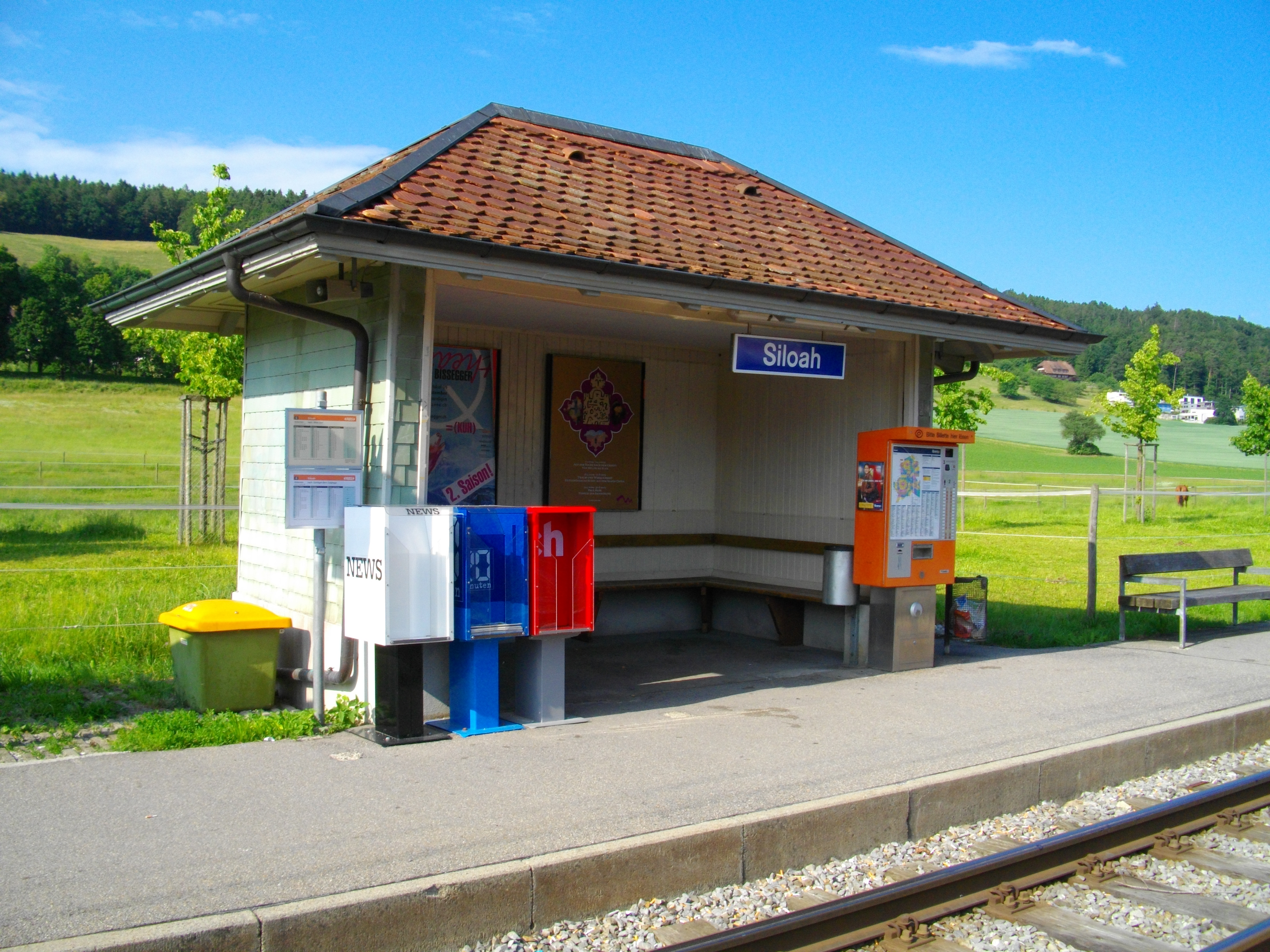
Haltestelle Siloah
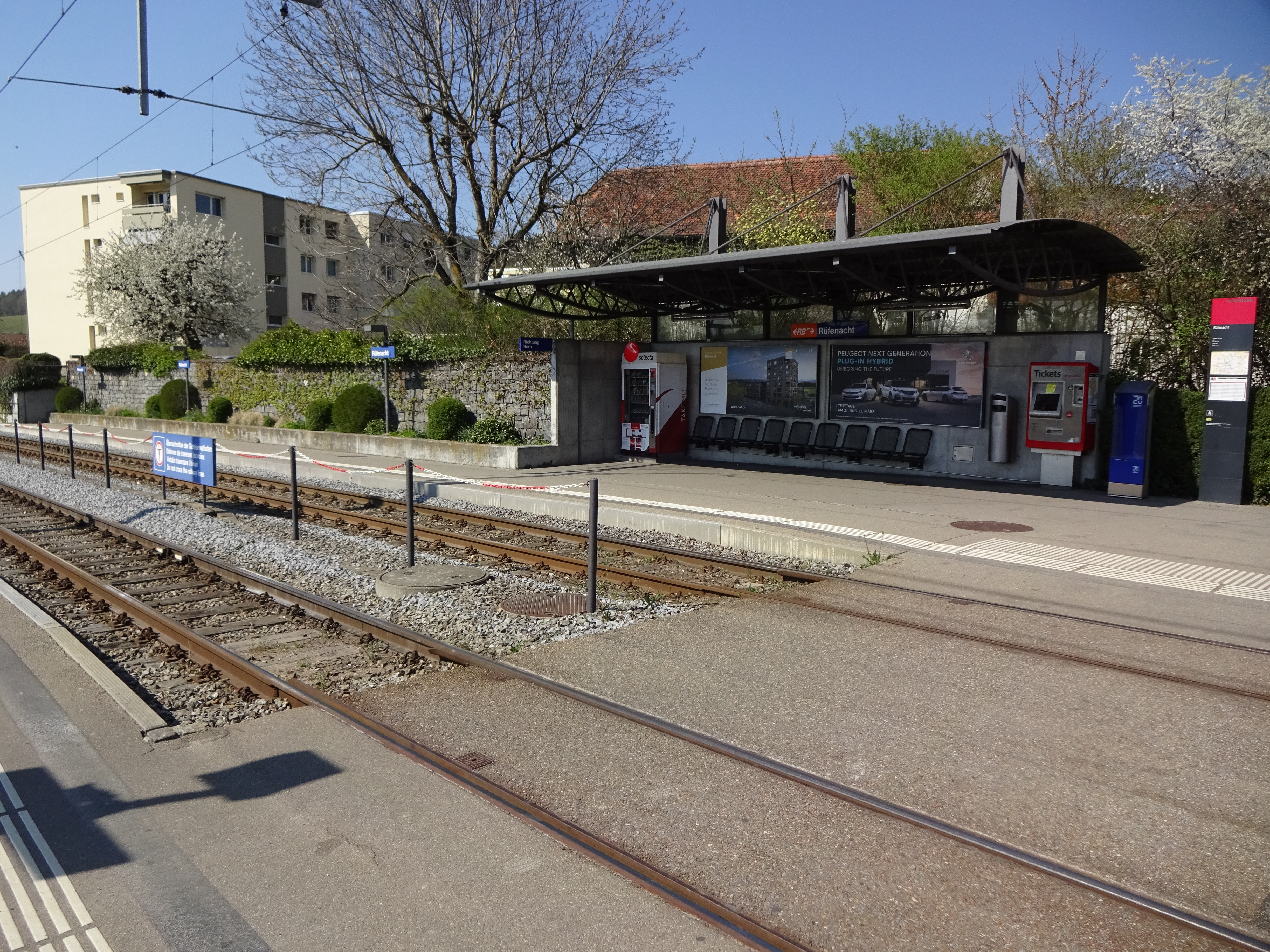
Haltestelle Rüfenacht
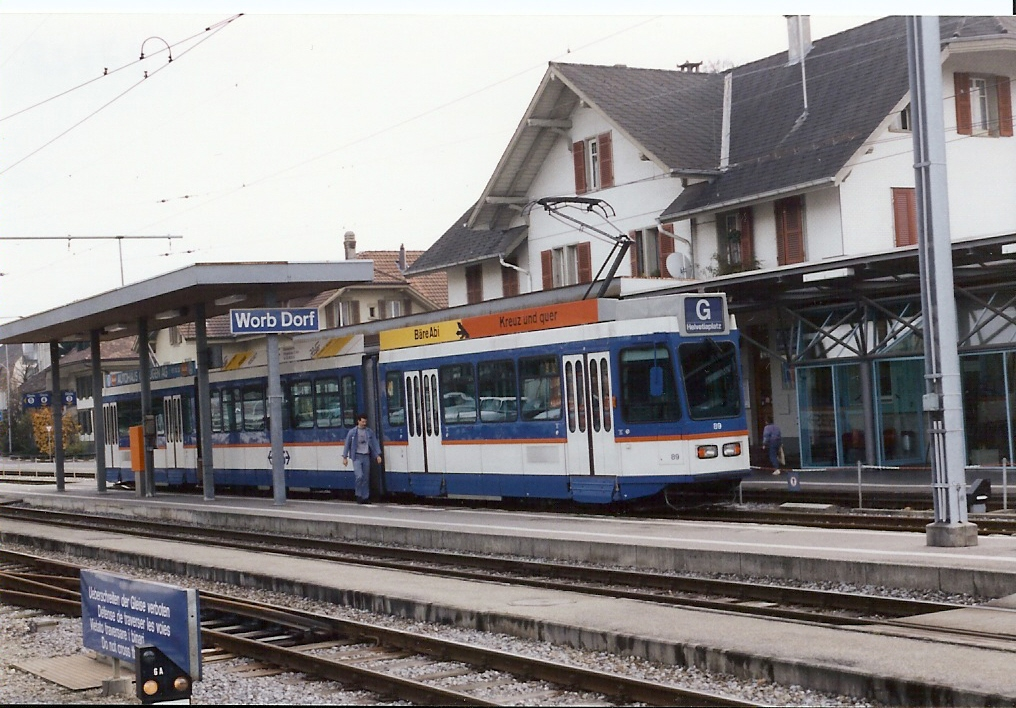
Im Endbahnhof Worb Dorf
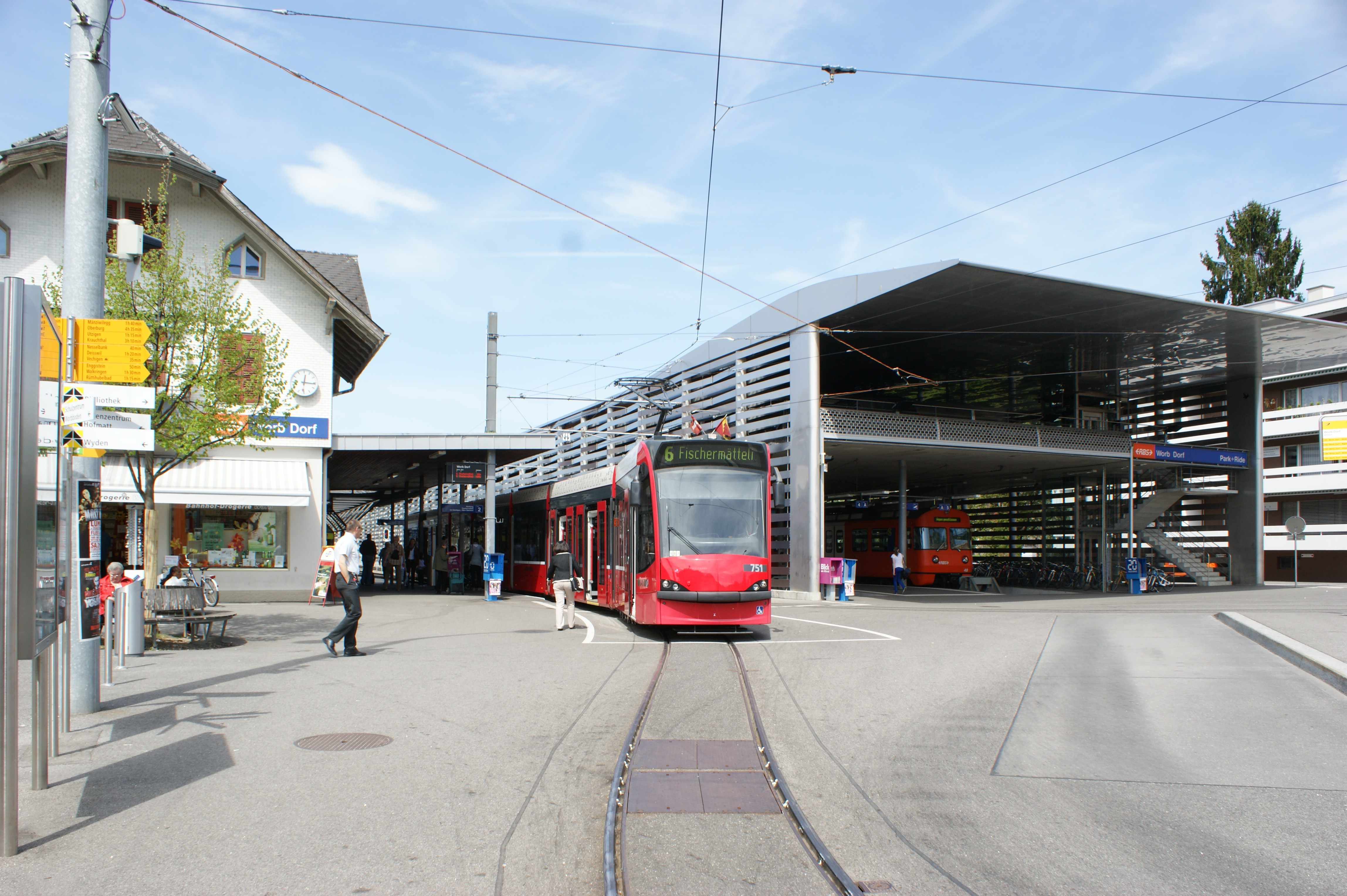
Bahnhof Worb Dorf, wie er sich heute präsentiert, mit Combino 751